# Mambrilla de Castrejón
Mambrilla de Castrejón és un municipi de la província de Burgos a la comunitat autònoma de Castella i Lleó. Forma part de la comarca de Ribera del Duero.

## Demografia
| 1991 | 1996 | 2001 | 2004 |
| ---- | ---- | ---- | ---- |
| 180  | 166  | 145  | 138  |

## Personatges il·lustres
- Máximo, dibuixant i periodista.